# Hájený potok

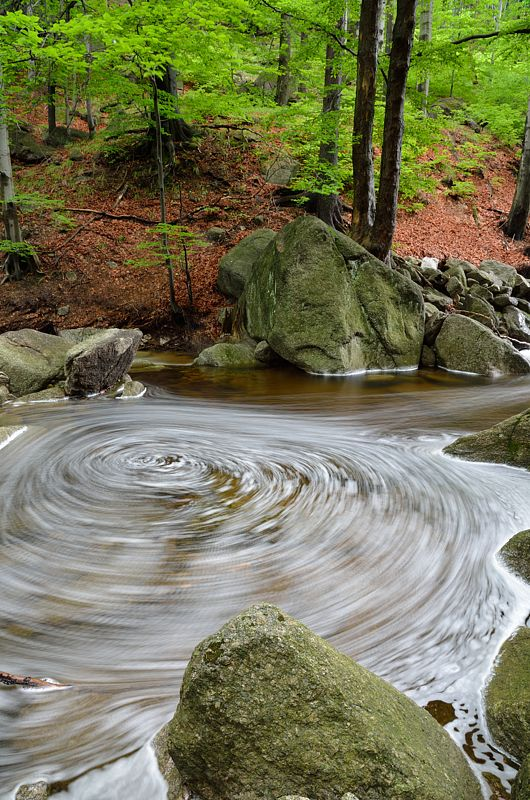
Der Hájený potok unterhalb der ersten Brücke

Der Hájený potok (deutsch Hegebach) ist ein rechter Nebenfluss der Smědá (Wittig) in Tschechien. 

## Verlauf
Der Hájený potok entspringt auf dem Isergebirgskamm am Südhang des Smrk (Tafelfichte, 1124 m) oberhalb der Iserquelle. Sein Lauf führt zunächst am Smrk hinab in südliche Richtung. In der Scharte zwischen dem Smrk und Klínový vrch (Käuliger Berg, 971 m) ändert der Hájený potok seine Fließrichtung nach Westen und nimmt danach vom Hang des Smrk eine Reihe namenloser kleiner Bäche auf. Zwischen dem Paličník (944 m) und der Tišina (Dreßlerberg, 873 m) bildet der Hájený potok eine kurze felsige Schlucht, in der sich mehrere kleinere Wasserfälle bis zu einer Höhe von zwei Metern sowie Katarakte, von denen der größte eine Höhe von 25 Metern überwindet, befinden. 
An der Bartlova bouda (Bartl-Baude) erreicht der Bach die Ortschaft Bílý Potok, deren Häuser sich entlang des Hájený potok und der von links von der Smědava herabfließenden Smědá erstrecken. Beide Bäche vereinigen sich schließlich im Niederdorf von Bílý Potok, dabei mündet der Hájený potok in die Smědá.

## Tourismus
Von der Bartlova bouda führt durch das Tal des Hájený potok ein Wanderweg auf den Paličník, der als Aufstieg zum Kammweg zwischen dem Smrk und Předěl genutzt wird.